# Mike Leigh
Mike Leigh   (Brocket Hall, 20 de febrer de 1943) és un escenògraf de teatre i direcció de cinema anglès.

## Biografia
Mike Leigh entra, l'any 1960, a la Royal Academy of Dramatic Art que abandona dos anys més tard per discrepància de punts de vista. Estudia després dibuix i cinema a la London Internacional Film School. Busca treballar abans que res al cinema, esdevé autor i escenògraf de teatre i col·labora amb diverses tropes experimentals i la Royal Shakespeare Company. Munta la seva primera peça, The Box Play, l'any 1965. Realitza el seu primer film l'any 1971 adaptant la seva peça Bleak Moments: el film obté el Lleopard d'or del Festival de Locarno i el Gran Premi a la millor pel·lícula a Xicago però el públic no mostra interès. Malgrat aquest fracàs, aquesta primera realització li val ser reconegut com el representant del nou cinema d'autor britànic com Ken Loach. A través d'aquest retrat d'una secretària que viu amb la seva germana discapacitada i incapaç de comunicar, Leigh construeix una posada en escena precisa i minimalista: silencis molestos i converses anodines conviden l'espectador a fer l'experiència de la durada.
Torna després al teatre, creant dues peces l'any 1973 The Jaws of Death i Wholesome Glory, amb Alison Steadman amb qui es casa el mateix any. Roda en paral·lel molts telefilms, obligat a deixar el cinema perquè la seva independència d'esperit, el seu mètode de treball i la negror dels seus scripts espanten els productors. Torna a la pantalla gran l'any 1988 amb High Hopes, inicialment produït per la televisió. El director obté el seu primer reconeixement públic l'any 1993 amb Naked, pintura fosca i decebedora d'un antiheroi, que s'endú el Premi a la millor direcció i d'interpretació masculina (per a David Thewlis) al Festival de Canes. Segueix amb Secrets i mentides (1996) que narra la retrobada d'una jove negra de bona família, abandonada quan va néixer per la seva mare biològica, una obrera blanca d'un barri popular. El film guanya la Palma d'Or a Canes i suposa a Brenda Blethyn el Premi d'interpretació femenina.
L'any 2004, és a Venècia on el cineasta coneix la consagració assolint el Lleó d'Or per a Vera Drake, que evoca la vida d'una avortista londinenca dels anys 1950, interpretada per Imelda Staunton premiada per la Copa Volpi a la millor actriu. Jim Broadbent, un dels actors fetitxes de Leigh,d'altra banda ja havia obtingut el Premi d'interpretació a Venècia per al seu paper de llibretista d'òpera del Londres victorià a Topsy-Turvy. L'any 2008, la comèdia Be Happy, que posa en escena una professora tant feliç com imprevisible, suposa a Sally Hawkins l'Os de plata a la millor artista al 58è Festival de Berlín. Després d'alguns anys d'absència a Canes, després d'un contenciós amb la direcció qui hi havia rebutjat seleccionar Vera Drake, el cineasta torna a la Croisette, l'any 2010 i presenta Another Year, pintura malenconiosa, en quatre estacions, d'alguns britànics d'edat madura, sortits de la classe mitjana Participa de nou a la competició de Canes l'any 2014 gràcies a Mr. Turner, fresc biogràfic consagrat al pintor J.M.W. Turner per la qual Timothy Spall, que encarna el paper del títol, rep el Premi d'interpretació masculina.
Entre humor i gravetat, el cinema de Mike Leigh posa en escena els drames íntims de persones ordinàries, generalment sortides de mitjans socials desafavorits o de la classe mitjana baixa. Amb el seu compatriota Ken Loach i els germans Dardenne, és considerat com el que ha renovat, en el pla temàtic, narratiu i estètic, el cinema social europeu als anys 1990.
El seu mètode de treball s'orienta a la improvisació. Rebutjant escriure una llista de diàlegs precisos, espera sobretot que els actors participin en el guió i utilitzin les seves pròpies paraules a partir d'una investigació sobre el terreny i d'un compromís total en situacions dibuixades per una sinopsi reduïda al mínim estricte. Per aproximacions successives, la repetició i el treball dels actors aprofundiran els personatges i el guió.
Mike Leigh va ser jurat al 50è Festival de Canes i president del jurat de la Berlinale 2012.

## Filmografia

### Llargmetratges
- 1971: Bleak Moments
- 1988: High Hopes
- 1990: Life Is Sweet
- 1993: Naked
- 1996: Secrets i mentides (Secrets and Lies)
- 1997: Dues filles d'avui (Career Girls)
- 1999: Topsy-Turvy
- 2002: All or Nothing
- 2004: Vera Drake
- 2008: Happy, un conte sobre la felicitat (Happy-Go-Lucky)
- 2010: Another Year
- 2014: Mr. Turner
- 2018: Peterloo
- 2024: Hard Truths

### Curts
- 1975: Five minuts Films
- 1975: The Permissive Society
- 1976: Knock for Knock
- 1987: The Short and Curlies
- 1992: A Sense of History

### Telefilms
- 1973: Hard Labour
- 1976: Nuts in May
- 1977: The Kiss of Death
- 1977: Abigail's Party
- 1979: Whos's Who
- 1980: Grown-Ups
- 1982: Home Sweet Home
- 1983: Meantime
- 1985: Four Days in July

## Actor
- 1998: Welcome to Hollywood d'Adam Rifkin i Tony Markes: ell mateix

## Premis i nominacions

### Premis

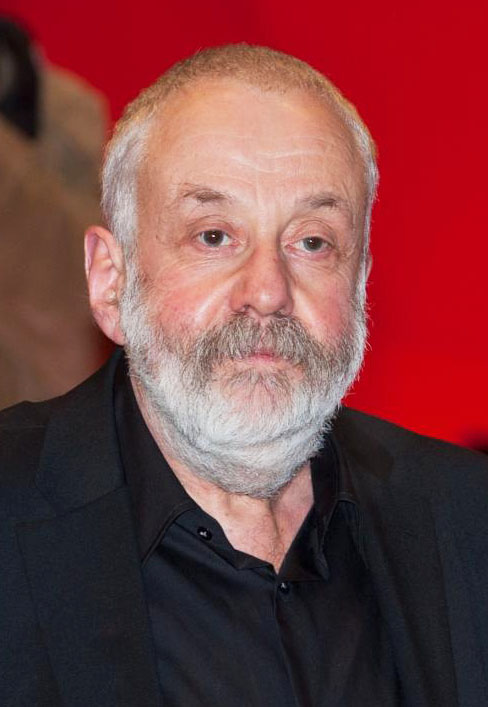
Mike Leigh, president del jurat de la Berlinale 2012.

- 1972: Lleopard d'or al Festival de Locarno per a Bleak Moments
- 1988: Premi Fipresci de la Critica internacional al Festival de Venècia per a High Hopes
- 1993:  Premi a la millor direcció del Festival de Canes per a Naked
- 1996: Palma d'Or al Festival Internacional de Cinema de Canes per a Secrets i mentides
- 1996: BAFTA a la millor pel·lícula britànic per a Secrets i mentides
- 1997: BAFTA al millor guió original per a Secrets i mentides
- 2004: Lleó d'Or al Festival de Venècia per a Vera Drake
- 2004: Premis British Independent Film a la millor pel·lícula i del millor director per a Vera Drake
- 2005: BAFTA a la millor direcció per a Vera Drake
- 2010: Esment especial del Jurat œcuménique al Festival de Canes per a Another Year

### Nominacions
- Oscars:
  - Millor director i Millor guió original l'any 1997 per a Secrets i mentides
  - Millor guió original l'any 2000 per a Topsy-Turvy
  - Millor director i Millor guió original l'any 2005 per a Vera Drake
  - Millor guió original l'any 2009 per a Be Happy
  - Millor guió original l'any 2011 per a Another Year
- BAFTA:
  - Millor film i Millor director l'any 1997 per a Secrets i mentides
  - Millor film i Millor guió original l'any 2005 per a Vera Drake
- César:
  - Millor film estranger l'any 1997 per a Secrets i mentides
- Festival de Canes :
  - Selecció oficial, en competició, per a Naked l'any 1993
  - Selecció oficial, en competició, per a Secrets i mentides l'any 1996
  - Selecció oficial, en competició, per a All or Nothing l'any 2002
  - Selecció oficial, en competició, per a Another Year l'any 2010
  - Selecció oficial, en competició, per a Mr. Turner l'any 2014
- Mostra de Venècia :
  - Selecció oficial, en competició, per a Topsy-Turvy l'any 1999
  - Selecció oficial, en competició, per a Vera Drake l'any 2004
- Berlinale :
  - Selecció oficial, en competició, per a Be Happy l'any 2008

## Teatre (escriptura i posada en escena)
- Bleak Moments (1970)
- A Rancid Pong (1972)
- Wholesome Glory (1973)
- The Jaws of Death (1973)
- Dick Whittington and his Cat (1973)
- The Silent Majority (1974)
- Babies Grow Old (1974)
- Abigail's Party (1977)
- Ecstasy (1979)
- Goose Pimples (1981)
- Smelling a Rat (1988)
- Greek Tragedy (1989)
- Greek Tragedy (1990)
- It's ha Great Big Shame (1993)
- Abigail's Party (2002)

## Compromisos
L'octubre de 2010, per protestar contra la política israeliana, declina l'oferta de fer una visita a finals de novembre de 2010 a l'escola de Cinema i Televisió Sam Spiegel de Jerusalem, la més antiga del país. Respon al director 
| « | « Si vos i jo vivim prou de temps per veure la pau, una situació justa per als Palestins, i si Gaza retroba la seva humanitat, seré el primer a fer una visita a l'escola. | » |

.